# 日慶
日慶（にちけい、応永4年（1397年） - 文明10年3月19日（1478年4月21日））は室町時代の僧侶（現在の本門法華宗）。

## 人物
応永4年（1397年）下総国（現在の葛飾地域）に生れる。月明僧正（妙顕寺5世）と法華経の解釈に関し、本迹一致か本迹勝劣かという論争があり、日存・日道・日隆の三師と共に妙顕寺を退出し、日像が布教した京都の最初の寺である妙法蓮華寺の再興を計り、四条大宮に寺を建て妙蓮寺と号した。皇室・伏見宮家と関係深い庭田重有（宇多源氏）の子・日応僧正を招請し、自らは暦祖にも列せず日応の後見役として、妙蓮寺の再興に全力を傾倒した。「本山再興本願主」と称される。